# قطعة 10 سنتيم يورو

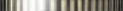
حواف قطعة 10 سنتيم يورو

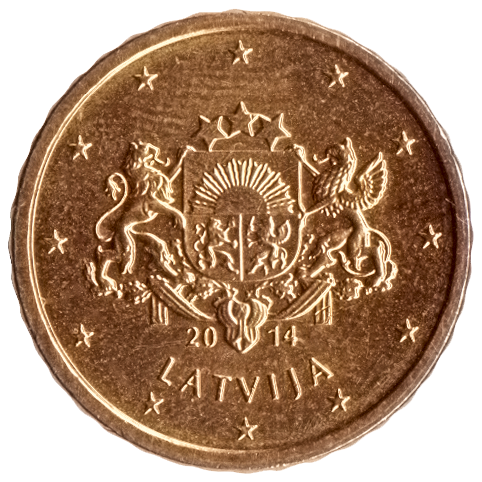
قطعة 10 سنتيم يورو لاتيفي

تبلغ قيمة عملة 10 سنتيم يورو (0.10 يورو) عُشر اليورو وتتكون من سبيكة تسمى ذهب نوردي. جميع القطع النقدية لها جانب عكسي مشترك وجانب وطني خاص بكل بلد. تم استخدام العملة المعدنية منذ عام 2002, ويعود تاريخ التصميم المشترك الحالي إلى عام 2007.

## أسماء مستعارة
للعملة لقب dubbeltje في هولندا, وهو مصطلح تم ترحيله من العملة السابقة.